# Miguel Paz Barahona
Miguel Paz Barahona, né le 3 septembre 1863 à San Nicolás et mort le 11 novembre 1937 à San Pedro Sula, est un homme politique hondurien. Il est président du Honduras du 1er février 1925 au 1er février 1929.